# Louis Rauch
Louis Rauch (Friburgo, 20 maggio 1880 – Ozzano dell'Emilia, 22 maggio 1952) è stato un calciatore, allenatore di calcio e dirigente sportivo svizzero.
È stato uno dei fondatori e primo presidente del Bologna.
Di professione odontoiatra, si appassionò al calcio nella sua città natale militando nell'FC Fribourg. Trasferitosi per continuare la sua attività lavorativa a Bologna, fu tra i fondatori della società rossoblù, ricoprendone il ruolo di presidente dapprima da solo e successivamente in un direttivo composto da 5 membri. Giocò con i colori rossoblù nei campionati 1909-1910 (campionato emiliano) e 1910-1911 (girone veneto-emiliano), per poi assumere il ruolo di allenatore.
Morì nel 1952 in seguito ad un incidente stradale.

## Palmarès

### Club

#### Competizioni regionali
- Terza Categoria: 1

Bologna: 1909-1910